# Castellers de Sitges
Els Castellers de Sitges va ser una colla castellera de Sitges, al Garraf, fundada el 1971 i dissolta el 1987. Vestien amb camisa de color blau marí i els seus millors castells assolits van ser el 2 de 7, el 3 de 7 aixecat per sota, el 5 de 7 i el 4 de 7 amb l'agulla. Van ser la primera colla de la comarca, i Sitges la setena població amb colla castellera. L'11 de novembre de 1973, assoliren la millor actuació de la història de la colla amb el 4 de 7 amb l'agulla i 5 de 7 descarregats, el 2 de 7 carregat i el pilar de 5 descarregat. El 1993, cinc anys després de la desaparició de l'entitat, es va fundar a la ciutat la Colla Jove de Castellers de Sitges.

## Castells
La taula de continuació mostra la data, la diada i la plaça en què per primera vegada s'han descarregat, i en què s'han carregat en cas d'haver succeït amb anterioritat, cadascuna de les construccions que la colla ha assolit a plaça, ordenades cronològicament.
| Construcció         | Data                 | Diada                                | Població                                 |
| ------------------- | -------------------- | ------------------------------------ | ---------------------------------------- |
| 2 de 7              | 29 d'agost de 1980   | Festa Major                          | Sitges                                   |
| 2 de 7 (carregat)   | 21 d'octubre de 1973 | Concurs de castells de Mobles Quer   | Plaça de la Vila, Vilafranca del Penedès |
| 4 de 7 amb l'agulla | 21 d'octubre de 1973 | Concurs de castells de Mobles Quer   | Plaça de la Vila, Vilafranca del Penedès |
| 5 de 7              | 1 d'octubre de 1972  | VII Concurs de castells de Tarragona | Plaça de braus, Tarragona                |
| 4 de 7              | 24 d'agost de 1972   | Festa Major                          | Sitges                                   |
| 3 de 7              | 23 d'agost de 1972   | Festa Major (Diada de vigília)       | Sitges                                   |
| 4 de 7 (carregat)   | 23 d'abril de 1972   | Diada de Sant Jordi                  | Vilanova i la Geltrú                     |

## Caps de colla
- Ricard Baqués i Alari (1971)[1]
- Tito Suárez[6]

## Participació en concursos
| Resultat              |
| --------------------- |
| Descarregat (D)       |
| Carregat (C)          |
| Intent (I)            |
| Intent desmuntat (ID) |

El Castellers de Sitges participaren en cinc concursos de castells: quatre edicions consecutives del concurs de castells de Tarragona (1972, 1980, 1982 i 1984) i el concurs de castells de Mobles Quer (1973). La següent taula mostra el resultat de les actuacions realitzades als concursos en què va participar:
| Participació en concursos             |                        |         |           |          |         |         |        |       |      |        |
| Concurs                               | Data                   | Rondes  | Rondes    | Rondes   | Rondes  | Rondes  | Rondes | Punts | Pos. | Ref.   |
| Concurs                               | Data                   | 1a      | 2a        | 3a       | 4a      | 5a      | 6a     | Punts | Pos. | Ref.   |
| ------------------------------------- | ---------------------- | ------- | --------- | -------- | ------- | ------- | ------ | ----- | ---- | ------ |
| VII Concurs de castells de Tarragona  | 1 d'octubre de 1972    | 3de7    | 5de7      | 2de7(i)  | 2de7(i) | Pde6(i) | —      | 1.200 | 6/8  | [ 7 ]  |
| Concurs de castells de Mobles Quer    | 21 d'octubre de 1973   | 5de7    | 4de7a     | 2de7(c)  | 3de8(i) | Pde6(i) | —      | 2.150 | 3/9  | [ 8 ]  |
| VIII Concurs de castells de Tarragona | 28 de setembre de 1980 | 4de7a   | 5de7      | 2de7(c)  | 3de8(i) | —       | —      | 2.143 | 7/16 | [ 9 ]  |
| IX Concurs de castells de Tarragona   | 3 d'octubre de 1982    | 5de7(c) | 4de7a(id) | 4de7a(c) | 2de7(i) | 3de7    | Pde5   | 1.750 | 7/20 | [ 10 ] |
| X Concurs de castells de Tarragona    | 30 de setembre de 1984 | 4de7    | 3de7      | 4de7a(c) | 2de7(i) | Pde5(i) | —      | 1.550 | 9/17 | [ 11 ] |